# カーチャ (小惑星)
カーチャ (1113 Katja) は、小惑星帯に位置する小惑星の一つ。1928年8月15日にペラゲーヤ・シャインがクリミア半島のシメイズ天文台で発見した。8月24日には、マックス・ヴォルフもハイデルベルクで独立に発見している。
発見された天文台の助手であったカーチャ・イオスコ(Katja Iosko)の名前に因んで名付けられた。